# Mycosphaerella fijiensis
La sigatoka negra, raya negra o simplemente llamada sigatoka (Mycosphaerella fijiensis) es un hongo ascomiceto patógeno.

## Nombre común
La sigatoka obtiene su nombre viene del Valle de Sigatoka en Fiyi donde fue identificada por primera vez en 1912. Pero también es llamado raya negra o simplemente sigatoka.

## Patología
Dentro de las enfermedades fúngicas que atacan al banano (en general del género Musa),  la sigatoka negra es la más seria a nivel mundial.
Este hongo ataca las hojas y provoca pérdidas de más de 50% en el rendimiento. A nivel mundial el costo para el control es estimado en aproximadamente US$ 2500 millones por año, lo que no incluye su costo sobre el ambiente (CICY, 2004). Cuando la producción de banano se realiza con fines de exportación, se hace indispensable mantener el follaje libre de la enfermedad, aspecto que se logra parcialmente con la aplicación de fungicidas protectantes y sistémicos (Patiño, 2003), lo que representa un costo anual de cerca de 350 millones de dólares para América Latina y 25 millones de dólares para Colombia (Peláez et al., 2006.). Su control trae consigo no solo problemas económicos, sino ambientales por el uso intensivo de estos compuestos, (Mourichon et al., 1997).
Esta enfermedad se identificó inicialmente en 1912, en la costa de Fiyi, aunque hay evidencias de su presencia en Hawái y en algunas zonas del Pacífico desde mucho antes, desde entonces se desplazó hacia las zonas bananeras del Pacífico y Asia. Durante los siguientes 40 años después de su descubrimiento, la enfermedad se difundió a todos los países productores de banano. La sigatoka negra apareció en América Central en 1934 y en dos años llegó a destruir más de 8900 hectáreas de banano en Honduras y Surinam, y distribuyéndose hacia el norte a Guatemala, Belice, el sur de México y hacia el sur como Honduras, El Salvador, Nicaragua, Costa Rica, Panamá y Colombia.
La enfermedad llega a causar una reducción del 56,8 % en el peso del racimo cuando no se controla químicamente (Belalcázar, 1991), además, se presenta una maduración prematura de los racimos la cual es la principal causa de pérdidas económicas ocasionadas por la enfermedad (Marín y Romero, 1992 citado por Salazar et al., 2006). A lo antepuesto se le agrega el peligro de la pérdida de sensibilidad del patógeno hacia los fungicidas, dado el número limitado de químicos que existe para su control, hecho que viene afectando de forma negativa el sistema ecológico de la zona bananera, a través de la gran cantidad de agroquímicos que se arrojan al ambiente (Mourichon et al., 1997; Chica et al., 2004).
La sigatoka negra es causada por el hongo de la clase Ascomycetes Mycosphaerella fijiensis Morelet, cuyo estado imperfecto corresponde a Pseudocercospora fijiensis (Morelet) (Marín, 2003); por consiguiente, el agente causal puede propagarse mediante la producción de ascosporas y conidios (Aislant y Gámez, 2004).

## Aspectos epidemiológicos
El proceso infeccioso del hongo puede iniciarse a partir de ascosporas o conidios. El ciclo de vida del patógeno depende las condiciones atmosféricas, huésped y variabilidad del hongo (Sánchez y Cárdenas, 2002); después de la germinación de las ascosporas o conidios y la penetración de la hifa a través de los estomas inicia un proceso de infección caracterizado por la aparición de seis estados de desarrollo de los síntomas de la enfermedad. El ciclo se inicia con la germinación de las esporas, las cuales, después de su liberación y dispersión por acción del agua o el viento, se depositan sobre las hojas sanas o ya infectadas. Allí el inóculo germina para producir un tubo germinativo que se alarga y se ramifica rápidamente en busca de estomas, para luego penetrar en un tiempo que va de 2 a 6 horas. Para que este proceso ocurra es necesario la presencia de agua libre sobre las hojas (Merchán, 2000).
La temperatura óptima de germinación de estructuras oscila entre 26-28 °C, aunque el efecto de la temperatura sobre la germinación se puede caracterizar mediante una función cuadrática de respuesta, con un óptimo estimado de 26,5 °C. (Jácome y Stevenson, citados por Marín et al; 2003); las precipitaciones son consideradas un factor de especial relevancia en la dispersión del inóculo, de manera que se presenta una época de baja incidencia y otra de alta incidencia, según las épocas de sequía o de lluvia, respectivamente (Belalcázar y Merchán citado por Aislant y Gámez, 2004). Las ascosporas requieren ambientes saturados o agua libre para su germinación y elongación del tubo germinativo. Las conidias en contraste germinan a un amplio rango de humedades que va de 92 a 100%, en tanto que las ascosporas sólo germinan con humedades altas de 98 a 100%. Se presume, que teniendo en cuenta antecedentes de baja cantidad de agua requerida para germinación de conidias esta puede ser la fuente de inóculo responsable del desarrollo de la enfermedad en estaciones secas (Jácome y Stevenson, citados por Marín et al; 2003).
Las ascosporas o esporas de origen sexual se reproducen en las lesiones adultas, es decir, cuando se presenta en el haz manchas negras rodeadas de un halo amarillo y centro semihundido (Estadio 5), en el interior de los cuerpos fructíferos conocidos como ascocarpos o seudotecios.
Las conidias o esporas de origen asexual se producen sobre los conidióforos en las lesiones jóvenes, cuando se observan lesiones en las hojas de 3 mm de longitud de color café rojizo, visibles en el haz y el envés, denominadas pizcas (Estadio 2). Los conidios se desprenden de su tallo o conidióforo, por acción de agentes ambientales como el agua y el viento (AUGURA - Ceníbanano, 2007; Merchán, 2000 citado por Aislant y Gámez, 2004).
La sigatoka negra induce daños en los tejidos de la planta de banano desde antes de infectar la hoja, puesto que desde que hay contacto de las estructuras de dispersión del patógeno con la superficie de la hoja se observa desorganización de los tejidos (AUGURA – CENIBANANO, 2007). Las toxinas producidas por M. fijiensis afectan la fisiología de las células del mesófilo y éstas entran en un proceso de muerte celular que se expresa en los síntomas de manchas parduzcas hasta el color característico de necrosis entre las nervaduras secundarias de la hoja (Sánchez y Cárdenas, 2002). La presencia de las lesiones foliares se utiliza como método de diagnóstico y seguimiento de la enfermedad en las plantaciones comerciales.
Deshojes
Se le llama así a la práctica cultural del cultivo de las musáceas en el que se elimina mecánicamente con una herramienta filosa las partes de la hoja infectadas con sigatoka que están en esporulación activa. 